# Danil Marselewitsch Sadrejew
Danil Marselewitsch Sadrejew (russisch Данил Марселевич Садреев, wiss. Transliteration Danil Marselevič Sadreev; * 7. Mai 2003 in Leninogorsk, Tatarstan) ist ein russischer Skispringer.

## Werdegang
Sadrejew, der für die SDJuSch «Bars» Leninogorsk aus Tatarstan startet, gab am 10. Februar 2018 beim FIS-Cup-Springen in Rastbüchl sein internationales Debüt und erreichte dabei auf Anhieb die Punkteränge. Bis zu seinem nächsten internationalen Einsatz verging fast ein Jahr, ehe er im Januar 2019 als Fünfzehnjähriger im russischen Aufgebot bei den Nordischen Junioren-Skiweltmeisterschaften 2019 in Lahti stand. Beim Einzelspringen von der Normalschanze fand Sadrejew noch keinen Anschluss an die Spitze und belegte den 49. Platz. Darüber hinaus wurde er Siebter im Team. Wenige Wochen später nahm er an den erstmals ausgetragenen asiatischen Winter-Jugendspielen in Juschno-Sachalinsk teil, wo er das Einzelspringen von der Mittelschanze gewinnen konnte. Im Mixed-Team reichte es zum fünften Rang. Zum Saisonabschluss 2019 debütierte Sadrejew im heimischen Tschaikowski im Continental Cup. Am ersten Wettkampftag belegte er von der Sneschinka-Normalschanze den 21. Platz, ehe er tags darauf auch von der Großschanze in die Punkteränge sprang. Damit erreichte er in der Gesamtwertung Rang 123.

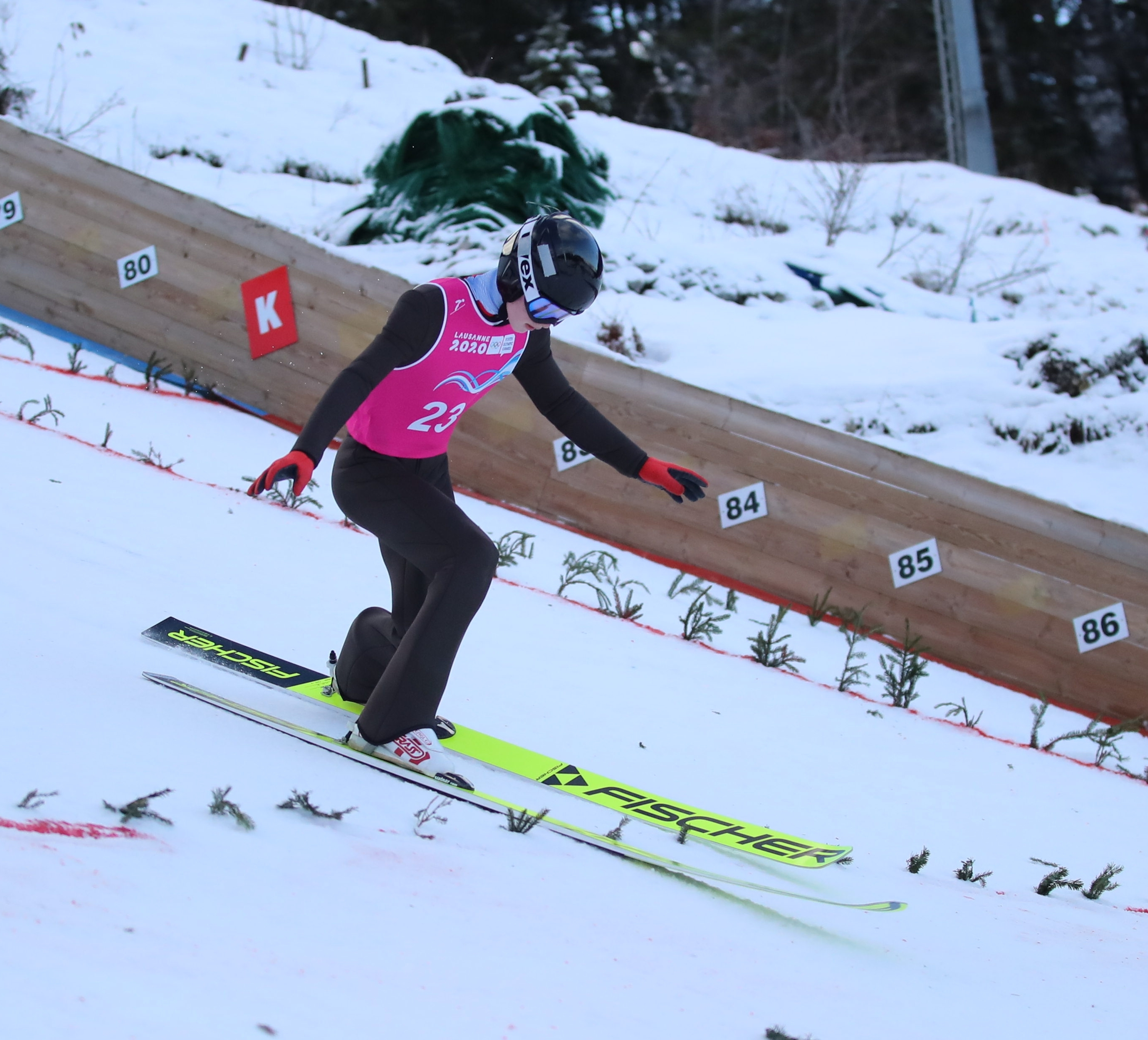
Sadrejew bei den Olympischen Jugend-Winterspielen 2020

Im Winter 2019/20 ging Sadrejew erstmals Mitte Dezember in Vikersund an den Start, wo er beim zweiten Wettbewerb im Vikersund Hoppsenter den 18. Platz belegte. Rund zwei Wochen später gewann er vor Maximilian Steiner im FIS Cup in Oberwiesenthal seinen ersten FIS-Wettbewerb. Mitte Januar 2020 nahm er an den Olympischen Jugend-Winterspielen 2020 in Lausanne teil, wo er von der Normalschanze Les Tuffes als Vierter nur knapp die Medaillenränge verpasste. Auch im Mixed-Team wurde er Vierter, wohingegen er mit dem Nordic-Mixed-Team nur den neunten Platz belegte. Bei den russischen Meisterschaften in Nischni Tagil einen Monat später wurde er von der Normalschanze Achter sowie von der Großschanze Vierter. Daraufhin wurde Sadrejew erstmals ins russische Weltcup-Team berufen. So trat er am 20. Februar 2020 im rumänischen Râșnov erstmals bei einer Qualifikation für ein Weltcup-Springen an, verpasste diese jedoch knapp. So gab er erst zwei Tage später sein Weltcup-Debüt, doch wurde sein Sprung aufgrund einer Disqualifikation aus der Wertung genommen. Bei den Nordischen Junioren-Skiweltmeisterschaften 2020 in Oberwiesenthal landete Sadrejew im Einzel auf dem 15. Platz. Nachdem er zudem Sechster im Team wurde, erreichte er gemeinsam mit Lidija Jakowlewa, Irma Machinja und Ilja Mankow den fünften Platz im Mixed-Team.
Anfang Dezember 2020 war Sadrejew Teil der nationalen Gruppe bei den Weltcup-Springen in Nischni Tagil. Mit Sprüngen an den Konstruktionspunkt in der Qualifikation und im ersten Wertungsdurchgang kämpfte er durchaus um eine Platzierung in den Punkterängen mit, doch wurde er wie bei seinem Weltcup-Debüt wenige Monate zuvor disqualifiziert. Am zweiten Wettkampftag gelang ihm schließlich erstmals der Sprung in den Finaldurchgang. Daraufhin wurde er für die Skiflug-Weltmeisterschaft 2020 von der Letalnica bratov Gorišek in Planica nominiert, bei der er als jüngster Teilnehmer sein Skiflug-Debüt gab. Aufgrund guter Trainingsleistungen konnte er sich gegen Roman Trofimow durchsetzen und erhielt die Starterlaubnis für den Einzelwettkampf. Mit einem Flug auf 196 Meter stellte er im ersten Durchgang zwar eine neue persönliche Bestweite auf, doch reichte es damit nur zum 31. Platz, weshalb er knapp die weiteren Durchgänge verpasste. Im Probedurchgang für das Teamfliegen verbesserte er ein weiteres Mal seine persönliche Bestweite auf 207 Meter. Beim Teamspringen belegte er schließlich gemeinsam mit Ilja Mankow, Michail Nasarow und Jewgeni Klimow den siebten Platz. Bei den Nordischen Junioren-Skiweltmeisterschaften Mitte Februar 2021 in Lahti wurde Sadrejew als bester Russe Elfter im Einzel. Tags darauf trug er erneut mit der besten russischen Leistung erheblich zum Gewinn der ersten männlichen russischen Teammedaille bei Juniorenweltmeisterschaften bei, die er gemeinsam mit Ilja Mankow, Maxim Kolobow und Michail Purtow hinter Österreich und Slowenien und mit 1,4 Punkten Vorsprung auf Norwegen gewinnen konnte. Wenige Wochen später reiste er zu seiner ersten Großveranstaltung auf Herrenebene zu den Nordischen Skiweltmeisterschaften 2021 nach Oberstdorf. Dort wurde er in der Qualifikation für das Springen von der Normalschanze Zehnter, ehe er tags darauf bei der Medaillenentscheidung den 25. Platz belegte. Gemeinsam mit Irina Awwakumowa, Irma Machinja und Jewgeni Klimow wurde er zudem Siebter im Mixed-Team. Beim Einzelspringen von der Großschanze verpasste Sadrejew als 43. den Finaldurchgang und kam daraufhin auch beim abschließenden Teamwettbewerb nicht zum Einsatz. In der Weltcupgesamtwertung belegte er den 67. Platz. Zum Saisonabschluss gewann Sadrejew bei den russischen Meisterschaften in Tschaikowski mit dem zweiten Platz von der Normalschanze seine erste nationale Einzelmedaille.
Zum Auftakt in den Sommer 2021 gab Sadrejew von der Malinka in Wisła sein Grand-Prix-Debüt. In der höchsten Wettkampfserie im Sommer gewann er dabei als 29. auf Anhieb seine ersten Punkte. Wenige Wochen später sprang er in Schtschutschinsk als Dritter erstmals aufs Podest. Bei den Olympischen Winterspielen 2022 in Zhangjiakou belegte Sadrejew den achten Rang im Einzelspringen von der Normalschanze und den 16. Platz von der Großschanze. Beim historisch ersten olympischen Mixed-Teamspringen gewann Sadrejew gemeinsam mit Irma Machinja, Irina Awwakumowa und Jewgeni Klimow die Silbermedaille. Mit der russischen Herren-Mannschaft wurde er Siebter.

## Privates
Sein älterer Bruder Mars Sadrejew (* 2001) ist ebenfalls als Skispringer aktiv.

## Statistik

### Weltcup-Platzierungen
| Saison  | Platz | Punkte |
| ------- | ----- | ------ |
| 2020/21 | 067.  | 006    |
| 2021/22 | 038.  | 101    |

### Grand-Prix-Platzierungen
| Saison | Platz | Punkte |
| ------ | ----- | ------ |
| 2021   | 020.  | 099    |

### Continental-Cup-Platzierungen
| Saison  | Sommer | Sommer | Winter | Winter | Gesamt | Gesamt |
| Saison  | Platz  | Punkte | Platz  | Punkte | Platz  | Punkte |
| ------- | ------ | ------ | ------ | ------ | ------ | ------ |
| 2018/19 | —      | —      | 096.   | 016    | 123.   | 016    |
| 2019/20 | 121.   | 002    | 086.   | 018    | 124.   | 020    |
| 2020/21 | —      | —      | 059.   | 042    | 064.   | 042    |